# Echaide
Echaide (Etxaide en euskera), también conocido como Ealegui, es un caserío situado en el municipio español de Anué, en la  Comunidad Foral de Navarra. Está situado en la comarca de Ultzamaldea y a 19,5 km de la capital de la comunidad, Pamplona. Contaba en 2021 una población de un único habitante.

## Geografía física

### Pueblos cercanos
Junto a Echaide encontramos Arizu, Burutáin, Egozcue, Esáin, Etuláin, Leazcue y Olagüe.

## Historia
A mediados del siglo XIX, contaba con 11 habitantes y pertenecía ya al valle de Anué. Aparece descrito en el Diccionario geográfico histórico de Navarra (1842) de Teodoro Ochoa de Alda, bajo el epígrafe de «Ealegui», con las siguientes palabras:

EALEGUI gr. de señ. del vll. Anué, m. de P. y á 3 leg. por n, situada entre tres alturas: conf. con Egozcue y Etulain: 11 a. que en lo espiritual dependen del abad de Olagüe: en lo antiguo sirvió esta casa de asilo y defensa de la comarca bajo el mando de D. Miguel Martinez Señor del terreno y Capitan de los valles Anué, Odieta, Ulzama y v. de Lanz, razon por la que sus descendientes tenian asiento en las cortes de Navarra: llamase tambien Echaide.
(Ochoa de Alda, 1842, p. 54)

## Demografía
| Gráfica de evolución demográfica de Echaide entre 2000 y 2010 |
|                                                               |
| Datos según el nomenclátor publicado por el INE.              |